# كريستين سميث
كريستين سميث (بالإنجليزية: Kirstine Smith)‏‏ (12 أبريل 1878  - 11 نوفمبر 1939 ) إحصائية، ورياضياتية، وروائية، وكاتبة خيال علمي من الولايات المتحدة.

## الجوائز
- جائزة جون كامبل جورج لأفضل كاتب جديد  [لغات أخرى]‏